# 王鸿江
王鸿江（1937年2月—2021年4月10日），男，河南淇县人，中华人民共和国学者、政治人物，曾任南开大学教授，天津市人大常委会副主任。

## 生平
1937年2月出生于河南省淇县留店寺村。先后就学于淇县第一完小、留店寺学校、浚县卫贤学校、淇县西岗完小、淇浚联合师范学校、安阳第一高级中学。1956年6月加入中国共产党，1957年9月考入南开大学历史系，毕业后留校工作。1969年12月调入中共天津市委机关，历任市委政策研究室副处长、处长，市委办公厅调研二处负责人，市委办公厅副主任，市委研究室主任兼市经济社会发展研究中心主任，市委副秘书长，市委教育卫生工作委员会书记等职务。1998年至2003年担任天津市人大常委会副主任。2021年4月10日20时30分在天津逝世。